# عبد الملك بن عبد العزيز المظفر
المظفر عبد الملك بن عبد العزيز حاكم طائفة بلنسية في عهد ملوك الطوائف، ينحدر من نسل العامريين. خلف عبد الملك أباه عبد العزيز المنصور في حكم طائفة بلنسية عام 452 هـ، حتى قضى على دولته المأمون بن ذي النون حاكم طليطلة عام 457 هـ (1065م).
خلف عبد الملك أباه في حكم دولة سيطرت على بلنسية وشاطبة ومرسية وجزيرة شقر. وقد بايعه أهل بلنسية رغم صغر سنّه. وقد دبّر شئون دولته وزيره ووزير أبيه أبو عبد الله محمد بن مروان بن عبد العزيز الكاتب المعروف بابن رويش، والذي كان الحاكم الفعلي في عهد عبد الملك. أحسن أبو عبد الله إدارة الدولة رغم الفساد والمشاكل الكثيرة التي واجهت الدولة. انغمس عبد الملك في اللهو والشراب، وأكثر من إهانة زوجته ابنة المأمون حاكم طليطلة، التي تزوجها عام 451 هـ بحضور عددٍ من علماء ووجهاء طليطلة. ممَّا أثار أطماع المأمون في بلنسية، فتربص به حتى سنحت له الفرصة، وغزاها واستولى على بلنسية في 9 ذي الحجة 457 هـ، ونفاه المأمون بعد سقوط دولته إلى شنت برية حيث توفي بعد ذلك بفترةٍ وجيزة.